# Scotinoecus cinereopilosus
Scotinoecus cinereopilosus is een spinnensoort uit de familie Hexathelidae. De soort komt voor in Chili.